# 乌米莫司
乌米莫司（INN：umirolimus）是一种免疫抑制剂，一种大环内酯，是西罗莫司的高亲脂性衍生物。该药物是柏盛国际的专有药物，该公司在自己的药物洗脱支架中使用该药物，并将其授权给泰尔茂等合作伙伴。
乌米莫司可抑制T细胞和平滑肌细胞增殖，设计用于药物洗脱支架。